# Kunsthaus Tacheles
Het Kunsthaus Tacheles was een bekend warenhuis in de Oranienburger Straße in Berlijn. Het werd in de periode 1907-1908 gebouwd onder leiding van Franz Ahrens en ging een jaar later open onder de naam Friedrichstraßenpassage. Het was deels ook aan de Friedrichstraße gelegen.
Het laatste deel van de naam is afgeleid van tacheles, een Jiddisch woord dat iets als "klare taal" betekent.
Het warenhuis raakte zwaar beschadigd in de Tweede Wereldoorlog maar ontwikkelde zich in de jaren 90 van de vorige eeuw tot een cultureel centrum in de Joodse wijk van de hoofdstad. De plek biedt thans onder dezelfde naam naast talrijke kunstobjecten ook plaats voor horeca, ateliers, een bioscoop, een beeldentuin en een tentoonstellingsruimte voor experimentele kunst en nieuwe media. Heden ten dage staat het complex onder monumentenzorg.

Kunsthaus Tacheles
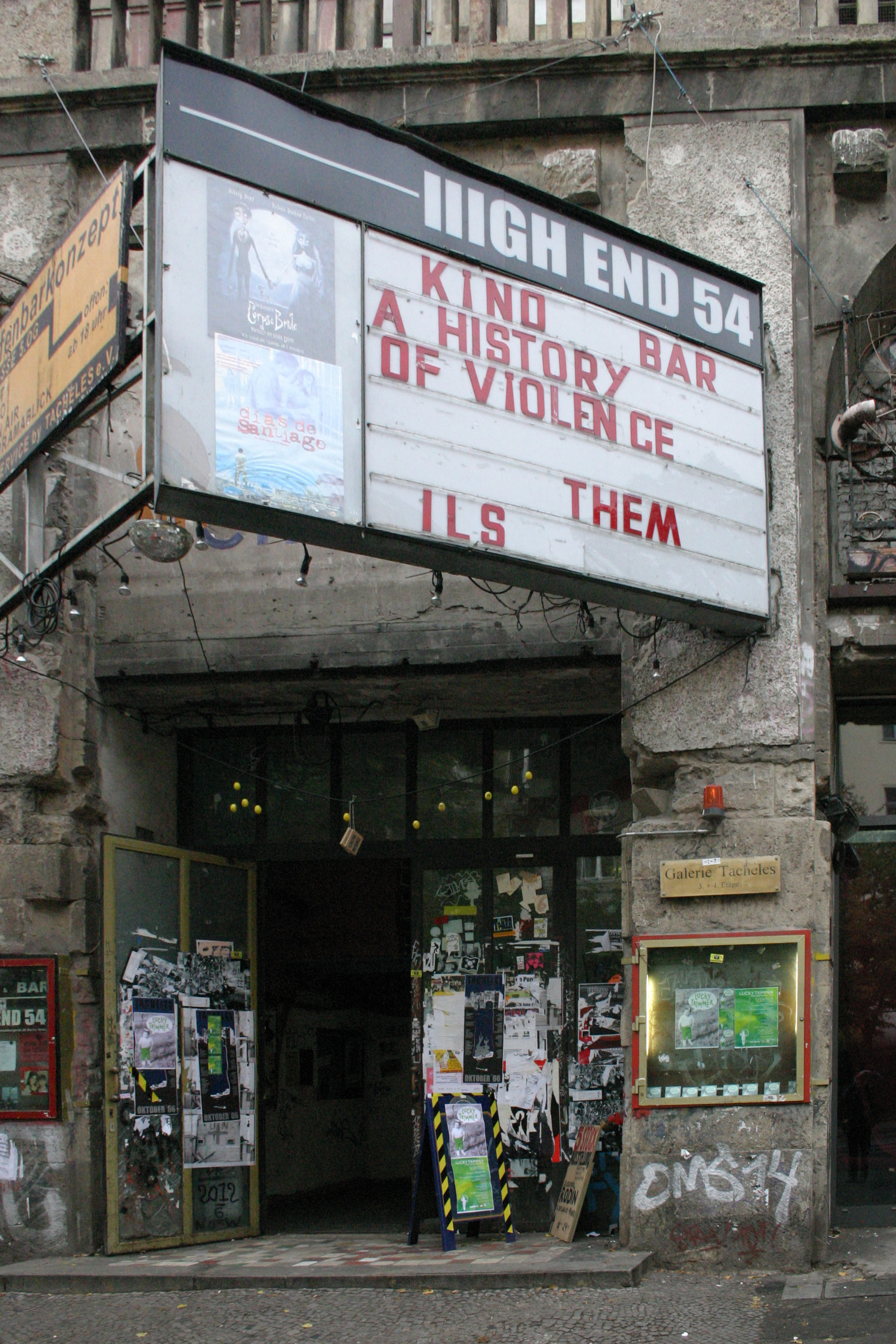
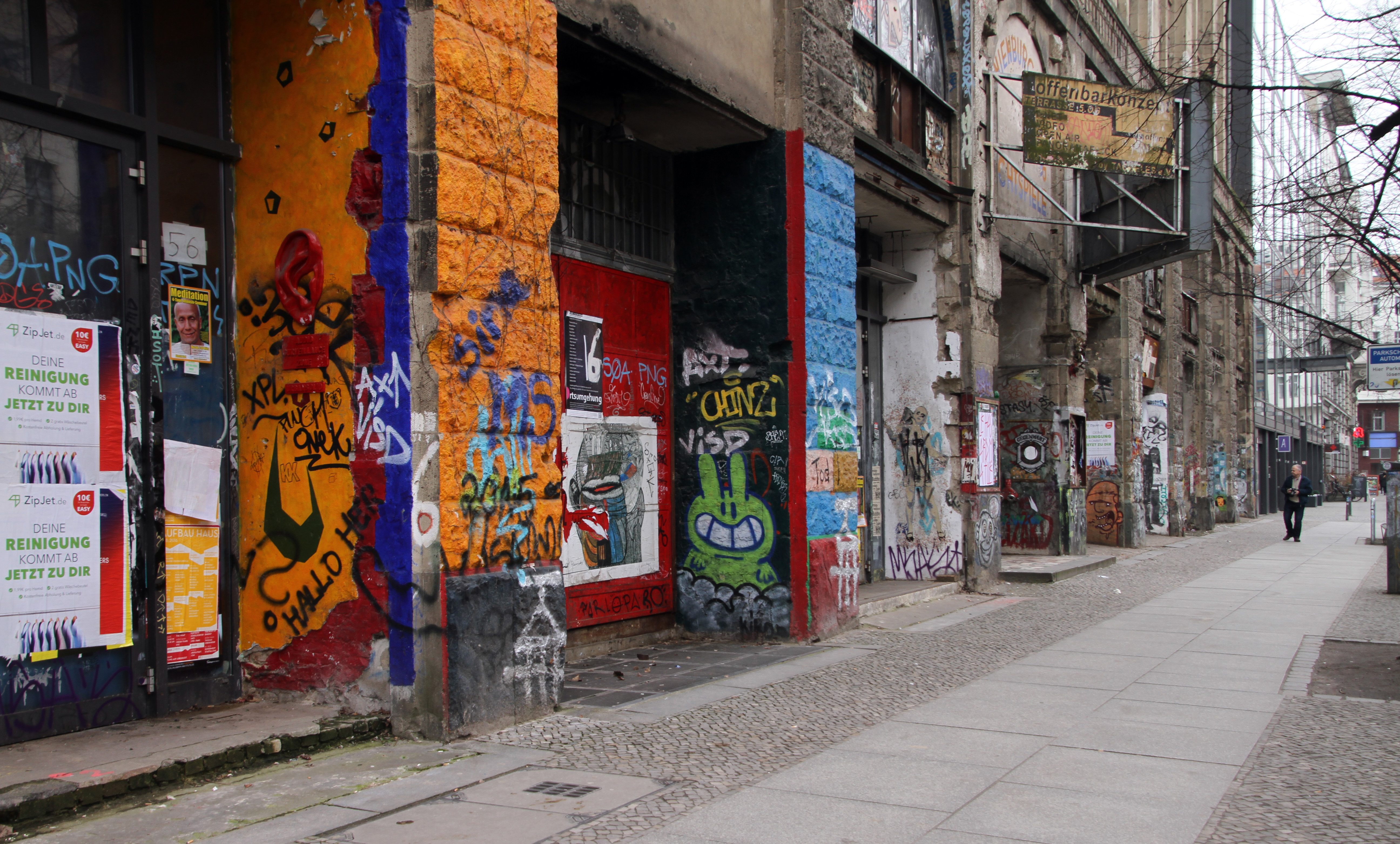
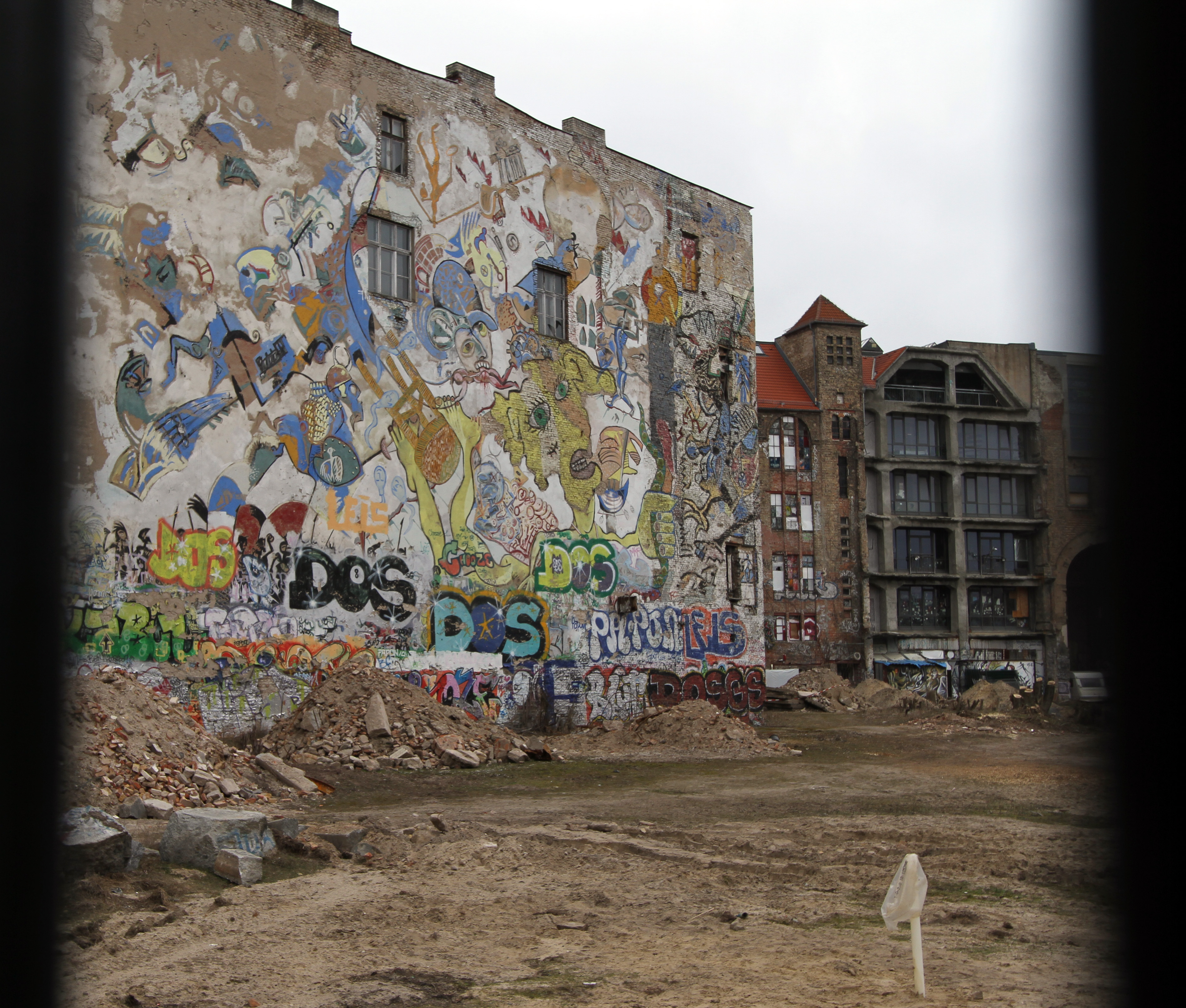
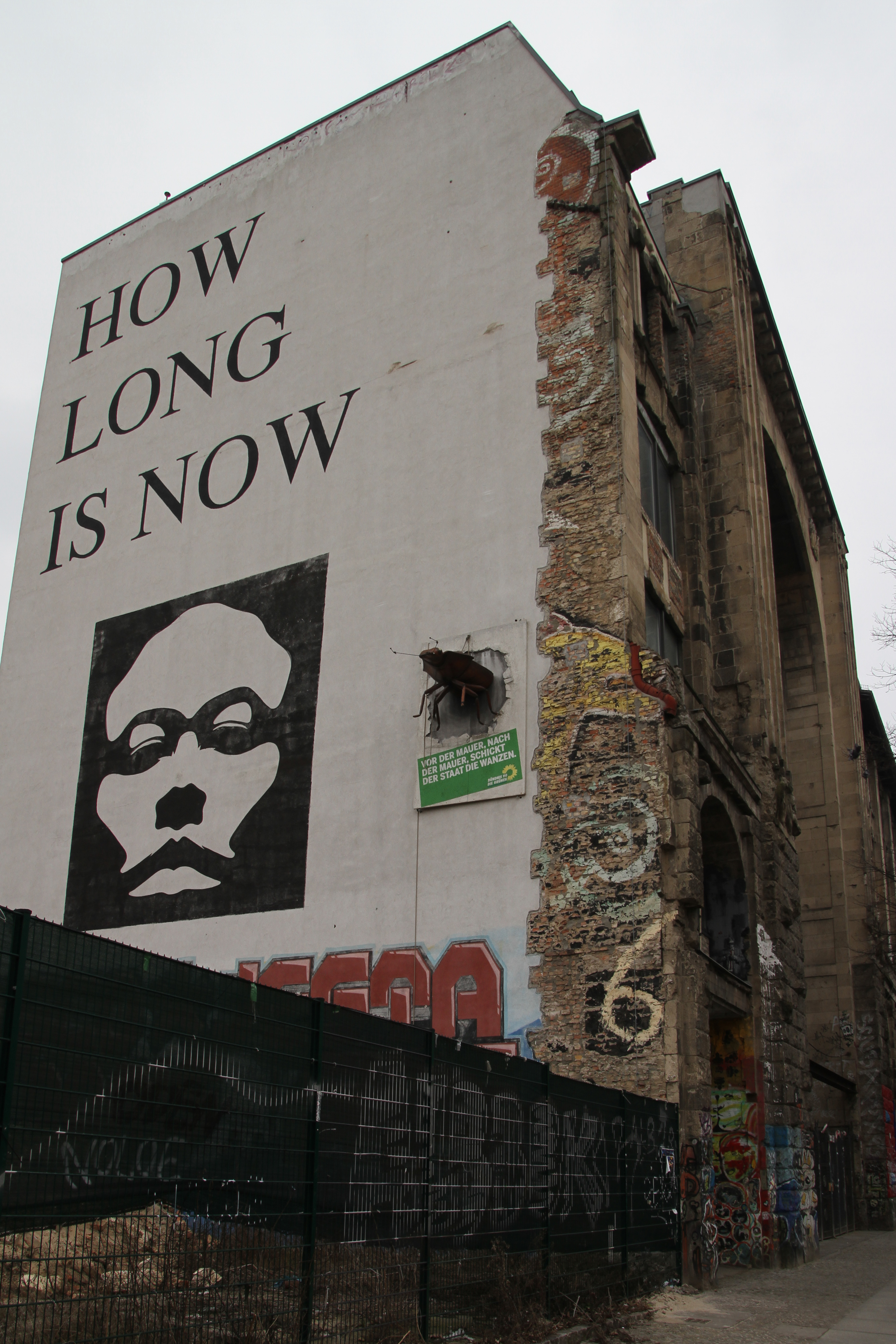
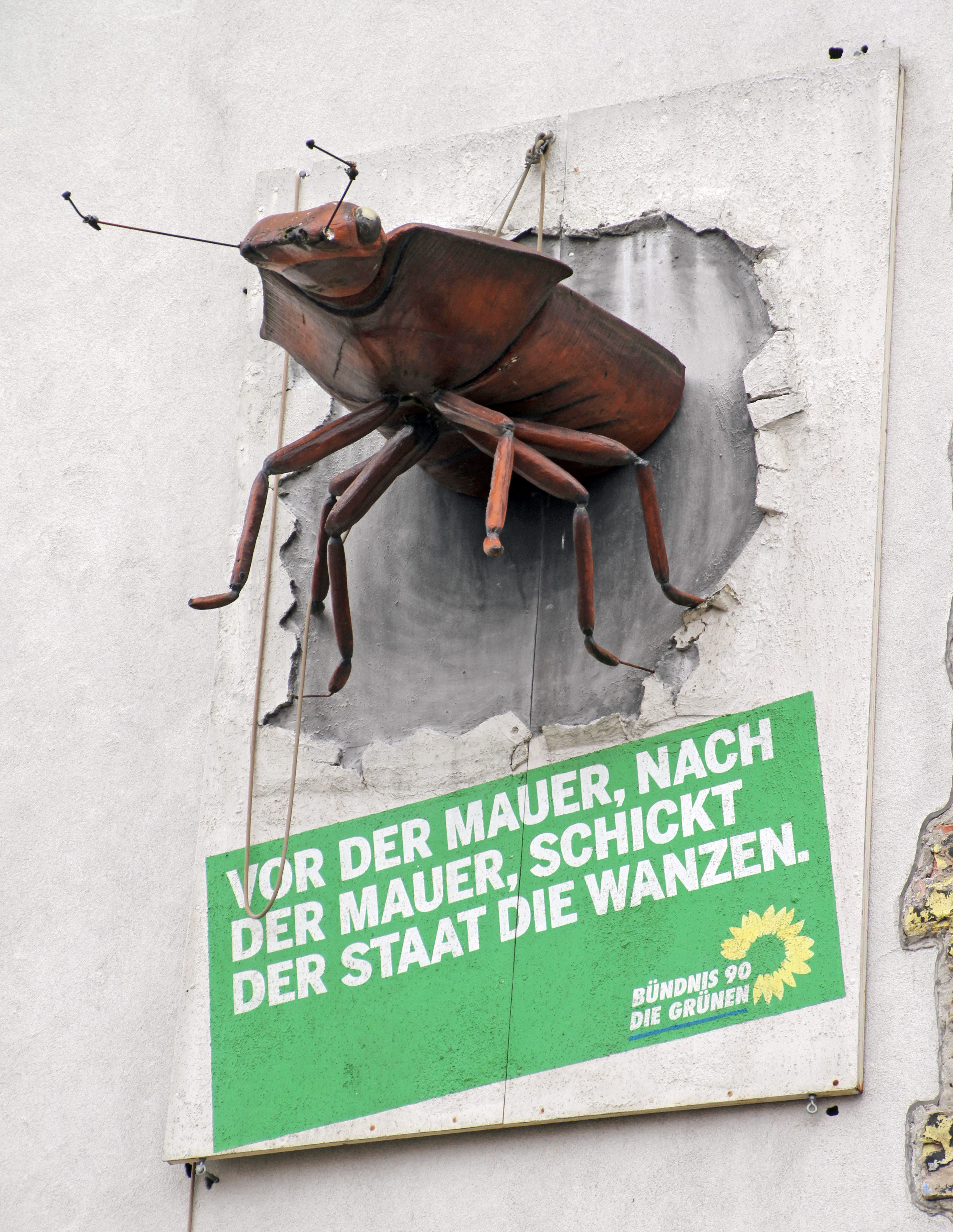
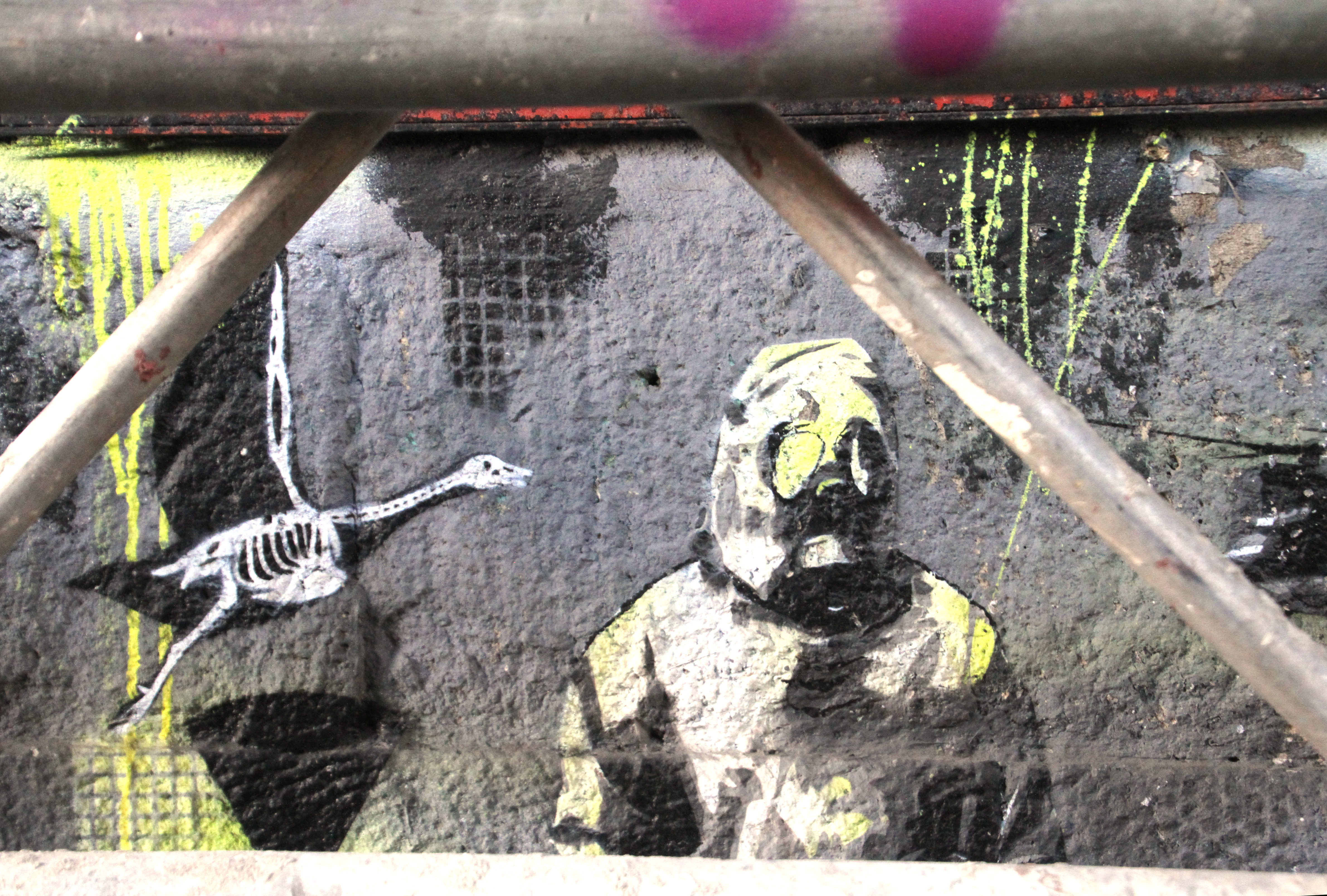